# Paranotus hova
Paranotus hova är en insektsart som först beskrevs av William Lucas Distant 1910.  Paranotus hova ingår i släktet Paranotus och familjen Flatidae. Inga underarter finns listade i Catalogue of Life.